# Бокман, Хартмут
Хартмут Бокман (нем. Hartmut Boockmann; 22 августа 1934, Мариенбург, — 15 июня 1998, Гёттинген) — историк-медиевист Германии и Западной Европы XX века, профессор Гёттингенского университета (1974). С 1975 года и до своей смерти работал в Кильском, Гёттингенском и Берлинском университетах.

## Биография
Хартмут Бокман родился на территории Западной Пруссии в Мариенбурге, на территории нынешней Польши. Во время войны, в 1944 году его семья переехала в Штутгарт. Там он получает профессию книготорговца, а в дальнейшем изучает историю и германистику в Тюбингенском университете. С 1956 года учился в Гёттингенском университете, который окончил в 1961 году, защитив докторскую диссертацию на тему «Лаврентий Блюменау: княжеский советник — юрист — гуманист» (нем. Laurentius Blumenau. Fürstlicher Rat – Jurist – Humanist). Там же в 1974 году получает звание профессора, выступив с работой «Иоганнес Фалькенберг, Немецкий орден и польская политика». В 1975 году Бокман был приглашён заведовать кафедрой истории средних веков в Кильском университете, а с 1982 года работал в родном Гёттингенском университете. В 1992—1995 годах, после объединения Германии, трудился в Берлинском университете, где много сделал для развития новой медиевистики.

## Основные труды

### На немецком языке
- Laurentius Blumenau. Fürstlicher Rat — Jurist — Humanist (ca. 1415—1484), (=Göttinger Bausteine zur Geschichtswissenschaft ; Bd. 37), Göttingen 1965 (Göttinger Dissertation)
- Johannes Falkenberg, der Deutsche Orden und die polnische Politik. Untersuchungen zur politischen Theorie des späteren Mittelalters. Mit einem Anhang: Die Satira des Johannes Falkenberg, Göttingen 1975 (Habilitation) ISBN 3-525-35354-5
- Der Deutsche Orden. Zwölf Kapitel aus seiner Geschichte, zuerst München 1981 ISBN 3-406-08415-X
- Die Marienburg im 19. Jahrhundert, zuerst Frankfurt a. M. usw. 1982 ISBN 3-549-06661-9
- Die Stadt im späten Mittelalter, zuerst München 1986 ISBN 3-406-31565-8
- Stauferzeit und spätes Mittelalter. Deutschland 1125—1517, zuerst Berlin 1987 ISBN 3-88680-158-6
- Deutsche Geschichte im Osten Europas, Ostpreußen und Westpreußen, Berlin 1992 ISBN 3-88680-212-4
- Fürsten, Bürger, Edelleute, Lebensbilder aus dem späten Mittelalter, München 1994 ISBN 3406385346
- Wissen und Widerstand. Geschichte der deutschen Universität, Berlin 1999 ISBN 3886806170
- Wege ins Mittelalter. Historische Aufsätze, München 2000 ISBN 3406462413